# Stachytarpheta crassifolia
Stachytarpheta crassifolia là một loài thực vật có hoa trong họ Cỏ roi ngựa. Loài này được Schrad. miêu tả khoa học đầu tiên năm 1821.